# You Call It Passion
You Call It Passion (tiếng Hàn: 열정 같은 소리 하고 있네; Romaja: Yeoljeong Gateun Sori Hago Itne) là một phim điện ảnh Hàn Quốc dựa trên tiểu thuyết cùng tên của Lee Hye-rin về một sinh viên mới tốt nghiệp đấu tranh để tồn tại trong cuộc chiến tin tức giải trí.

## Diễn viên
- Park Bo-young vai Do Ra-hee
- Jung Jae-young vai Ha Jae-kwan
- Bae Sung-woo vai Seon-woo
- Ryu Hyun-kyung vai Chae-eun
- Jin Kyung vai Jang, quản lý JS
- Ryu Deok-hwan vai Seo-jin
- Yoon Kyun-sang vai Woo Ji-han
- Lee Kyu-hyeong vai Young-hwa
- Oh Dal-su vai Tổng biên tập Ko (cameo)
- Lee Byung-joon vai Chủ tịch (cameo)
- Jang Hee-soo vai Mẹ Ra-hee (cameo)
- Lee Young-jin vai em vợ Jae-kwan (cameo)
- Kim Sung-oh vai Bác sĩ phẫu thuật Ma (cameo)
- Hyun Jyu-ni vai Phóng viên Hyun (cameo)